# Belagerung von Mantua (1799)
Ostrach – Feldkirch – Stockach I – Verona – Magnano – Cassano d’Adda – Bassignana – Frauenfeld – Winterthur – Zürich I – Trebbia – Mantua – Novi – Döttingen - Vlieter – Bergen – Gotthardpass – Teufelsbrücke – Dietikon – Zürich II – Linth – Muotatal – Näfels – Egmont – Castricum - Genola – Wiesloch – Genua – Rheinklingen – Engen – Stockach II –  Meßkirch – Biberach II – Montebello – Marengo – Höchstädt – Oberhausen – Brión – Hohenlinden – Walserfeld – Pozzolo – Kopenhagen – Algeciras I – Algeciras II
Die Belagerung von Mantua war eine viermonatige Belagerung der Stadt Mantua durch die österreichische Armee. Sie wollten wieder Fuß in der Region fassen, nachdem sie zwei Jahre zuvor Mantua an die Franzosen verloren hatten. Im April 1799 begannen die Österreicher im Rahmen des Zweiten Koalitionskriegs damit, Mantua zu umzingeln. Ihre Hoffnung war, die Franzosen dadurch zur Kapitulation zu bewegen. Als ihre eigenen Vorräte zuneige gingen und sie Verstärkung erhielten, griffen die Österreicher am 4. Juli 1799 an. Am Ende des Monats kapitulierten die Franzosen.

## Vorgeschichte
Im Jahr 1799 war die Festung Mantua nur schwach ausgerüstet. Sie stand unter dem Kommando von François-Philippe de Foissac-Latour und beinhaltete etwa 10.000 Soldaten, bestehend aus Franzosen, Polen, Italiener, Schweizer und Deutschen.
Seit seiner Ernennung zum Kommandanten der Garnison war Foissac-Latour nicht davon überzeugt, dass die Festung einer Belagerung standhalten könne.

## Belagerung
Im April näherten sich die Österreicher Mantua und begannen ihre Blockade. Zunächst belagerten sie lediglich die Festung, doch zur Schwächung des Feindes weiteten sie ihre Offensive aus. Die Verteidiger wurden zusätzlich geschwächt durch schwindende Nahrungsmittelvorräte und eine geringe Moral aufgrund ausbleibender Soldzahlungen. Am 18. Juni wurden die Franzosen bei Trebbia besiegt, woraufhin weitere Teile der österreichischen Armee ungehindert nach Mantua vorrücken konnten. So traf am 4. Juli Verstärkung ein, durch die sich die Zahl der Belagerer von 8.000 auf insgesamt 40.000 Mann steigerte. Die Österreicher wurden von dem ungarischen Artilleriespezialisten Paul Kray kommandiert, weswegen sie die Stadt und die Festung dauerhaft mit Artillerie bombardierten. Am 24. Juli begannen die Österreicher schließlich ihren Angriff, der für sie erfolgreich verlief. Am 27. Juli begann der französische Kommandant mit den Kapitulationsverhandlungen.

## Kapitulation
Die Österreicher stimmten zu, den Großteil der französischen Garnison freizulassen, die Offiziere behielten sie für drei Monate in Gefangenschaft. In einem geheimen Zusatz forderten die Österreicher aber volle Freiheit im Umgang mit Deserteuren. Es gab Proteste polnischer Offiziere, die besorgt waren, dass die Österreicher auch polnische Truppen meinten, da Österreich bei den Polnischen Teilungen Kontrolle über polnische Territorien gewonnen hatte. Die Österreicher versicherten, dass sie nur Soldaten meinten, die sich von der Österreichischen Armee unerlaubt entfernt haben, oder ehemalige österreichische Soldaten, die jetzt der Cisalpinischen Republik dienten.
Am 30. Juli zogen die französischen Truppen von der Festung ab und die Österreicher übernahmen die Kontrolle. Zahlreiche polnische Offiziere und Soldaten, hauptsächlich die, die aus den Regionen stammten, die inzwischen von Österreich annektiert wurden, wurden entweder dazu gezwungen, der Habsburgerarmee zu dienen, oder wurden direkt nach Polen geschickt. Einige von ihnen wurden auch ausgepeitscht. Dies war das Ende der zweiten polnischen Legion.
Foissac-Latour wurde später von den Polen dafür kritisiert, dass er sie verraten habe, von den Franzosen dafür, sich ergeben zu haben. Er wurde von Napoleon entlassen und das Tragen einer Militäruniform wurde ihm verboten.